# 脑源性神经营养因子
脑源性神经营养因子（brain-derived neurotrophic factor，BDNF，abrineurin ）是人脑中的一种蛋白质，由脑源性神经营养因子基因生成。脑源性神经营养因子是神经营养因子中的一种，这种因子存在于人的神经系统中。BDNF是大脑中最丰富的蛋白质，在脑部可以促进神经元（神经细胞）的生长，也促进大脑神经细胞突触的形成。
在人类中，BDNF基因位于11p14.1染色体的位置，即染色体11的短臂（p）第14.1位置。它生成多个转录本，并在不同的组织中表达，尤其在中枢神经系统（CNS）中表达水平较高。研究表明，BDNF对发育、形态学、突触可塑性、长期增强（LTP）以及大脑功能有显著影响。
BDNF蛋白的合成发生在神经元和胶质细胞的细胞体内。它的分泌是依赖于活动的，并且可以通过突触前和突触后末端释放。 研究显示，在大脑中掌管记忆的海马回中含有特别丰富的BDNF，对突触的生长以及长期记忆也非常重要。 BDNF能够在各种刺激下释放，包括兴奋性突触活动、激素和神经肽，这突显了它的动态调控和对环境变化的响应。 BDNF在多巴胺能、血清素能、GABA能和胆碱能神经元的形成和维持中起着重要作用，促进突触系统内有效的刺激传递。
BDNF的表达还受到一种长非编码RNA基因的调节，该基因被称为BDNF反义（BDNF-AS或BDNFOS），它是从BDNF基因的反义链转录的。BDNF mRNA和BDNF-AS共享一个共同的重叠区域，并形成双链的双链结构，表明它们之间可能存在相互作用。
另外，若长期处于压力大或忧郁的状态，也可能会抑制大脑BDNF的分泌，影响记忆及认知功能，甚至导致自律神经失调或海马回萎缩等更严重的问题。已经有许多国际研究显示，缺乏BDNF将可能造成一些认知障碍，例如阿兹海默症，此为常见的退化性失智症之一。

## 延伸閱讀
- Fawzi MH, Kira IA, Fawzi MM, Mohamed HE, Fawzi MM. . J. Nerv. Ment. Dis. January 2013, 201 (1): 23–9. PMID 23274291. doi:10.1097/NMD.0b013e31827ab268.
- Vaynman S, Gomez-Pinilla F. . J. Neurosci. Res. September 2006, 84 (4): 699–715. PMID 16862541. doi:10.1002/jnr.20979.
- van Praag H, Christie BR, Sejnowski TJ, Gage FH. . Proc. Natl. Acad. Sci. U.S.A. November 1999, 96 (23): 13427–31. PMC 23964 . PMID 10557337.
- Gómez-Pinilla F, Ying Z, Roy RR, Molteni R, Edgerton VR. . J. Neurophysiol. November 2002, 88 (5): 2187–95. PMID 12424260. doi:10.1152/jn.00152.2002.

- Meerwijk, Esther L., Judith M. Ford, and Sandra J. Weiss. . Brain imaging and behavior. 2013, 7 (1): 1–14. PMID 12424260. doi:10.1007/s11682-012-9179-y.

## 外部連結
- Cotman CW, Berchtold NC. . Alzforum: Live Discussions. Alzheimer Research Forum. 2004-01-28  [2008-08-21]. （原始内容存档于2008-10-11）.
- Patten-Hitt E. . Sciencexpress. The HDLighthouse, Huntingtons Disease: Information and Community. 2001-06-14  [2008-08-21]. （原始内容存档于2008-07-25）.
- Highfield R. . Science. Telegraph.co.uk. 2007-10-18  [2008-08-21]. （原始内容存档于2008-05-31）. Low BDNF activity promotes resilience

Template:Nerve growth factor family